# Son Seok-u
Son Seok-u (손석우?, 孫夕友?; Jangheung, 30 dicembre 1920 – 12 novembre 2019) è stato un paroliere e compositore sudcoreano.
È stato uno dei pionieri della musica popolare coreana durante gli anni 1950 e 1960, e la canzone The Boy in The Yellow Shirt di Han Myeong-suk, da lui composta e prodotta nel 1961, ha svolto un ruolo importante nella partenza dell'hallyu. Gli sono stati riconosciuti l'Ordine al merito culturale di terza classe nel 2003 e il Premio alla carriera ai Korean Music Award nel 2011.

## Biografia
Nasce il 30 dicembre 1920 a Jangheung.
Decide di lavorare in campo musicale quando, durante il secondo anno alla Mokpo Public Commercial School, conosce il cantante Kim Hae-song, sotto la cui raccomandazione entra alla Joseon Entertainment nel 1941, lasciando il posto alla banca Honam e lavorando come chitarrista nell'orchestra della compagnia. Durante la Guerra del Pacifico viene licenziato e torna all'impiego di banchiere, mentre gli anni della Guerra di Corea lo vedono esibirsi sui palchi dei club per i soldati statunitensi, prima di trasferirsi a Pusan con la ritirata del 4 gennaio 1951. Nel 1955 viene assunto dalla KBS come direttore musicale, scrivendo il tema del drama Cheongsil hongsil e diventando uno dei primi parolieri-compositori in un'epoca in cui i due ruoli erano tradizionalmente svolti da persone differenti. Negli anni 1960 la canzone The Boy in The Yellow Shirt scritta da Son per Han Myeong-suk riscuote notevole successo in Giappone e nel Sud-est asiatico, venendo anche coverizzata dalla cantante francese Yvette Giraud.
Muore di vecchiaia il 12 novembre 2019. Le esequie vengono celebrate due giorni dopo e i resti conservati all'Eternal Management Office e al Memorial Park di Seongnam.

## Vita privata
Dalla moglie Choi Eui-deok ha avuto un figlio, Hye-min, e tre figlie, Ae-sil, Ho-sil e Pung-sil.